# Конска глава (риба)
Вижте пояснителната страница за други значения на Конска глава.
Конските глави (Acantopsis choirorhynchos) са вид лъчеперки от семейство Виюнови (Cobitidae). Живеят в близост до дъното на сладководни и слабо солени водоеми в Югоизточна Азия - от Индия до Индонезия и в басейните на Чау Пхрая и Меконг. Използват се с декоративна цел в акваристиката.
Конските глави предпочитат водоеми с песъчливо дъно, в което могат да се заравят. Те прекарват голяма част от времето си заровени, като над дъното остават само очите им. Живеят поединично, като са активни главно през нощта. На дължина достигат до 30 cm.